# NameBase
NameBase é um banco de dados de nomes com indexador-cruzado baseado na web, que tem como objeto pessoas envolvidas na comunidade de inteligência internacional, política externa dos Estados Unidos, crime e negócios. O foco está na era pós-Segunda Guerra Mundial e no espectro político de centro esquerda, além de teorias da conspiração e atividades de espionagem até 2008.

## Visão Geral
O fundador da organização, Daniel Brandt, começou a coletar recortes e citações, de jornais e revistas, relativos a pessoas influentes e agentes dos serviços de inteligência dos Estados Unidos, na década de 1960 e especialmente na década de 1970, depois de se tornar membro da Students for a Democratic Society, uma organização que se opunha à política externa pratica pelos Estados Unidos. Com a expansão dos computadores pessoais, Brandt desenvolveu um banco de dados que permitia aos assinantes acessar os nomes dos agentes de inteligência dos Estados Unidos.
Na década de 1980, por meio de sua empresa Micro Associates, ele começou a vender assinaturas para acesso a esse banco de dados computadorizado, sob o nome Public Information Research, Inc (PIR). No início do PIR, Brandt era presidente da recém-formada corporação sem fins lucrativos, e a pesquisadora investigativa Peggy Adler atuava como vice-presidente. O material era descrito como "informações sobre todos os tipos de espiões, oficiais militares, operadores políticos e outros tipos de operadores obscuros".
Brandt disse ao The New York Times, na época, que "muitas dessas fontes são bastante obscuras, por isso é uma maneira muito eficaz de recuperar informações sobre a inteligência dos Estados Unidos que ninguém mais indexa". Um pesquisador bibliotecário o chamou de "uma parte única da 'Deep Web'", igualmente útil para jornalistas investigativos e estudantes.
Em 1992, cidadãos, empresas de notícias e universidades estavam usando o NameBase. Com o surgimento do acesso público à internet, na década de 1990, esses dados se tornaram a base do site NameBase, a partir de 1995. Em 2003, o banco de dados continha "mais de 100.000 nomes, com mais de 260.000 citações, extraídas de livros, periódicos e alguns documentos obtidos sob a Lei de Liberdade de Informação".
O site utiliza hiperlinks para permitir que os usuários visualizem relacionamentos em um diagrama de redes sociais, e acessem diagramas e links dos nomes que aparecem nele. Essas ligações, diagramas e informações em notas de rodapé com hiperlinks, permitem que os usuários descubram possíveis relacionamentos ou conexões entre indivíduos e grupos.
O NameBase foi descrito pelo cientista da informação Paul B. Kantor como sendo a "única ferramenta baseada na Web prontamente disponível para visualizar redes sociais de pesquisadores de terrorismo".

## Projetos Similares
Na década de 1980, Daniel Brandt ensinou ao ex-funcionário da CIA, Philip Agee, como usar computadores e bancos de dados para suas pesquisas. 
O ex-analista da CIA, Ralph McGehee, desenvolveu um banco de dados similar, que chamou de CIABASE, que contém informações sobre eventos, pessoas e programas relacionados à CIA ou à inteligência americana, incluindo links para outros textos disponíveis ao público.
O Banco de Dados de Nomes Notáveis (NNDB) é um banco de dados online e um "agregador de inteligência" auto-descrito que reúne os detalhes biográficos de mais de 40.000 pessoas.

## Ligações Externas
- Sítio oficial
- NameBase Source List